# Joana Craveiro
Joana Craveiro (Lisboa, 1974) é uma actriz, encenadora, professora, dramaturga e artista de performance portuguesa. É fundadora do Teatro do Vestido, do qual é também a directora artística.

## Percurso
Nasceu em 1974 em Lisboa, onde cresceu no bairro de Benfica.
Em 1997 concluiu o Curso de Formação de Actores do Conservatório Nacional, actual Escola Superior de Teatro e Cinema.
Em 2001 fundou o Teatro do Vestido, do qual assumiu a direcção artística, tendo participado também na escrita de peças e como actriz.
Em 2003, licenciou-se em Antropologia pela Faculdade de Ciências Sociais e Humanas da Universidade Nova de Lisboa. Também neste ano, trabalhou na Suspect Culture Theatre Company, de Glasgow, como assistente de encenação.
No ano seguinte, conclui o mestrado em Encenação na Royal Scottish Academy of Music and Drama. Treze anos depois, obteve o doutoramento na Universidade de Roehampton, com a tese-espectáculo: A Live/Living Museum of Small, Forgotten and Unwanted Memories – Performing Narratives, Testimonies and Archives of the Portuguese Dictatorship and Revolution, premiada no Festival de Teatro de Almada, com o título em português Um Museu Vivo de Memórias Pequenas e Esquecidas.
Trabalhou como docente na Escola Superior de Artes e do Design, Universidade de Évora, Chapitô EPAOE, Escola Superior de Teatro e Cinema, Royal Scottish Academy of Music and Drama.
Como actriz, participou nas peças Do outro lado do Tejo e Porque É Que Eu Não Disse Nada, em 1999 , e Incêndio, em 2011.
Em 2018, encenou, em forma de leitura, o texto Viajantes Solitários no Festival d’Avignon.
Em 2019 encenou Retornos, Exílios e Alguns que Ficaram, no Panta Thêatre, em Caen, inserido em Écrire et Mettre en Scène: le Théâtre Portugais.
Enquanto autora as suas obras são profundamente marcadas pelo seu trabalho de investigação sobre os acontecimentos históricos e a forma de como estes são representados no presente. Utiliza metodologias de trabalho de campo aprendidas na licenciatura para recolher o material que utiliza como matéria-prima para os seus trabalhos, nomeadamente a recolha de histórias de vida e de memórias afectivas.

## Reconhecimento e Prémios
- 2004 - Ganha o prémio de encenação Avrom Greenbaum atribuído pela Royal Scottish Academy of Music and Drama [10]
- 2012 - Craveiro, enquanto directora artística, e o Teatro do Vestido recebem a Menção Honrosa da Associação Portuguesa de Críticos de Teatro [11][12]
- 2015 - Recebeu o prémio do público do Festival de Teatro de Almada pela tese-espectáculo Um Museu Vivo de Memórias Pequenas e Esquecidas que foi também nomeada para o prémio de melhor espectáculo da SPA desse ano [13][14]
- 2018 - Foi nomeada para o Prémio SPA/ Melhor Texto Português Representado com o texto Elas também estiveram lá [15]

- 2018 - Escreve o texto Margem para o espectáculo homónimo de Victor Hugo Pontes, que venceu o Prémio SPA/Melhor Coreografia [2]

## Obras Seleccionadas
Textos para teatro 
- 2021 - Aquilo que ouvíamos [16]

- 2020 - Um Museu Vivo de Memórias Pequenas e Esquecidas sobre a ditadura, a Revolução e o Processo Revolucionário [17][18]

- 2019 - Ocupação [19]

- 2018 - Elas Também Estiveram Lá [20]

- 2017- 2018 - Filhos do Retorno [21]

- 2016 - Espólios

- 2015 - Viajantes solitário s[22]

- 2015 - O Sorriso nas Fotografias

- 2012 - 2015 - Um museu vivo de memórias pequenas, esquecidas e por vezes revistas

- 2014 - Até comprava o teu amor (mas não sei em que moeda se faz essa transacção) [23]

- 2013 - Retornos, Exílios e Alguns que Ficaram [24]

- 2013 - Labor #1

- 2013 - Esta é a minha cidade e eu quero viver nela [25]

- 2013 - Paredes de Vidro

- 2013 - Monstro: Parte 1 Calamidade

- 2011 - Film Noir (Narrativas negras sobre rupturas na ordem das coisas)

- 2011 - Inventário de Objectos

- 2010 - Pássaro, a partir de Maurice Maeterlinck

- 2010 - A Colecção de Discos
- 2010 - Chegadas

- 2008 - Passeio ao Norte

- 2007 - Desaparecimento de uma Cidade

- 2007 - No 33

- 2006 - Walden, a partir de Henry David Thoreau

- 2005 - Exaustos

- 2005 - Nós, Aqui, Agora

- 2005 - De Fora

- 2004 - 3.Elvira

- 2003 - Cinzento Grey

- 2002 - Lugar Nenhum – quatro dias de uma jornada para a utopia

Escreveu em Colaboração 
- 2002 - Skyscapes: todas as direcções (co-autoria de Susana Gonçalves)

- 2001 - Tua (co-autora Susana Gonçalves)

Outras publicações
- 2015 - Craveiro, Joana, Acerca do Processo de Trabalho em Pássaro, a partir de Maeterlinck, in Tradução, Dramaturgia, Encenação II, organizado por Christine Zurbach e José Alberto Ferreira. Lisboa: Editora Licorne [26]
- 2016 - Craveiro, Joana, Que Teatro é Este – Pensamento e Processo de Um Museu Vivo de Memórias Pequenas e Esquecidas, Sinais de Cena [27]

- 2016 - Craveiro, Joana, A Living Museum of Small, Forgotten and Unwanted Memories: Performing Oral Histories of the Portuguese Dictatorship and Revolution, in Memory, Subjectivities, and Representation: Approaches to Oral History in Latin America, Portugal, and Spain, editado por Rina Benmayor, María Eugenia Cardenal de la Nuez e Pilar Domínguez Prats, 207-229. Nova Iorque: Palgrave Macmillan [28]
- 2017 - Aos poucos / Tina Satter; trad. Francisco Frazão. Atalhos / Joana Craveiro. Ode inacabada / Cláudia R. Sampaio, Lisboa, Fundação Caixa Geral de Depósitos - Culturgest [29]

## Filmografia
- 2021 - Realizou o documentário Elas também estiveram lá que se baseia no espectáculo encenado pelo Teatro do Vestido em 2018 [30][31]

## Ligações Externas
- Teatro São Luiz - Entrevista Cruzada: Cláudia Dias e Joana Craveiro (2021)
- Teatro Nacional Dona Maria II: entrevista a Joana Craveiro (2021)
- Coffeepaste: entrevista a Joana Craveiro (2018)